# Посесо (Рим)
Посесо је насеље у Италији у округу Рим, региону Лацио.
Према процени из 2011. у насељу је живело 205 становника. Насеље се налази на надморској висини од 228 м.